# Бурштинський повіт
Бурштинський повіт — адміністративна одиниця Бережанського округу коронного краю Королівство Галичини і Лодомерії у складі Австрійської імперії).
Повіт створено в середині 1850-х років та існував до адміністративної реформи 1867 року.
Кількість будинків — 4698 (1866)
Староста (Bezirk Vorsteher): Карл Кречмер (Carl Kretschmer)(1866)
Громади (гміни): Більшівці (містечко), Библо, Хохонів, Уязд, Вербилівці, Бурштин (містечко) з Людвиківкою, Хоростків, Дидятин, Ганівці, Яблунів, Озеряни, Юнашків, Гербутів, Коняшів (містечко), Конкольники, Коростовичі, Куніч, Куропатники, Липниця Долішня, Медуха, Межигірці, Настащин, Підшумлянці, Поплавники, Сарники Горішні, Сарники Долішні, Сарники Середні, Семиківці, Старі Скоморохи, Нові Скоморохи, Слобідка, Стасіва Воля, Свистільники, Тенетники, Загір'я, Жалибори, Боків, Дрищів, Гнильче і Пановичі, Славентин, Шумляни, Бишів..
1867 року після адміністративної реформи більша частина повіту відійшла до Рогатинського повіту. Громади Боків, Дрищів, Гнильче і Пановичі, Слов'ятин, Шумляни, Бишів — до Підгаєцького повіту.